# Huysse-Lozère
Huysse-Lozère,, ou Huysse-Lozer (en néerlandais : Huise-Lozer) ou parfois simplement Huysse (en néerlandais : Huise) était une ancienne commune regroupant les villages de Lozère et de Huysse. 
Lors de la fusion des communes en 1977, la commune est scindée en deux, Huysse est devenue une section de Zingem et Lozer une section de Cruyshoutem. En 2019, Zingem et  Cruyshoutem ont fusionné en une seule commune nommée Kruisem. 

## Monument
- Le Château della Faille d'Huysse, également connu sous le nom de château de Lozer, château de Lozère, château d'Huysse ou château d'Huise. Le château était celui d'une ancienne seigneurie d'origine franque. Au XVIIe siècle, il passa aux mains de la famille della Faille. Le château a été adapté plusieurs fois au cours des siècles jusqu'à obtenir son apparence actuelle. Le château, son parc et sa cour sont également des monuments protégés.

## Bourgmestres
- 1804 - 1835 : François Maximilian Ghislain della Faille d'Huysse
- 1846 - 1873 : Adolphe Joseph Ghislain della Faille d'Huysse
- 1873 - 1926 : Gaëtan della Faille d'Huysse[6]
- 1927 - 1970 : Agnès della Faille d'Huysse